# MLS SuperDraft
Der MLS SuperDraft ist ein jährlich im Januar stattfindender Entry Draft  der nordamerikanischen höchsten Fußball-Profiliga Major League Soccer (MLS) und wird von Teams verwendet, um  Nachwuchsspieler der National Collegiate Athletic Association (NCAA) auszuwählen, die das College abgeschlossen haben.
Anders als im europäischen Fußball, wo Spielertransfers lediglich der Übereinstimmung zwischen Spieler und aufnehmendem Verein – bei noch geltendem Vertragsverhältnis mit einem anderen Verein unter Zustimmung desselben, meist unter Zahlung einer Ablösesumme – bedürfen und dieses System auch für den Transfer von Nachwuchsspielern gilt, dient der MLS SuperDraft der systematischen Zuteilung von Nachwuchsspielern auf die Profiteams der MLS. Unabhängig vom MLS SuperDraft können die Franchises auch andere Spieler, insbesondere erfahrene Spieler von anderen MLS-Mannschaften oder Spieler aus ausländischen Ligen, gegen die Zahlung einer Ablösesumme verpflichten: Für die Verpflichtung von MLS-Spielern, deren Vertrag bei einem anderen Verein ausläuft, gibt es den MLS Re-Entry Draft, für die Verpflichtung von Spielern gegen Ablösesummen die Designated Player Rule.

## Ablauf
Eine Saison in der MLS entspricht dem Kalenderjahr, beginnt also im Januar und endet im Dezember. Die ersten Saisonspiele werden im Regelfall im März ausgetragen, das Finale findet Anfang Dezember statt. Der MLS SuperDraft findet jeweils zu Beginn einer Saison, meist im Januar, statt.
Im Rahmen des SuperDraft wählen die Vereine aktive Spieler der National Collegiate Athletic Association (NCAA) aus. Die NCAA ist der Sportverband, in dem der College-Sport in den USA organisiert wird. Obwohl in der MLS auch drei kanadische Franchises aktiv sind, ist es nicht möglich, Spieler aus dem kanadischen Collegesport, die dem Canadian Interuniversity Sport men’s soccer angehören, im Rahmen des SuperDraft zu rekrutieren. Durch die im Jahr 2008 eingeführte Homegrown Player Rule darf ein Franchise unabhängig vom SuperDraft bis zu zwei Spieler pro Jahr aus den eigenen Nachwuchsmannschaften verpflichten, wodurch es auch kanadischen Nachwuchsspielern möglich ist, in die MLS aufzusteigen.
Der MLS SuperDraft wird in vier Runden ausgetragen. In jeder Runde kommt jedes Franchise genau einmal zum Zug; die Reihenfolge wird dabei zuvor festgelegt. Primäres Kriterium für die Festlegung der Auswahlreihenfolge ist die Platzierung der Franchises in der Vorsaison. Dabei beginnt das schlechtestplatzierte Team zuerst, der Sieger der Vorsaison kommt als letztes Franchise zum Zug. Sofern an der kommenden Saison Expansion Teams teilnehmen, erhalten diese den Vorzug vor allen anderen Teams. Hierdurch soll erreicht werden, dass Differenzen in der Spielstärke ausgeglichen werden und neue Teams das sportliche Niveau der Liga möglichst sofort erreichen, um einen spannenden Wettbewerb in der anstehenden Saison zu forcieren.
Die Franchises können ihr Recht auf einen Pick, also die Auswahl eines Spielers, an andere Franchises abtreten. Dies geschieht häufig im Gegenzug zu einem Transfer eines erfahrenen Spielers zu dem Franchise, das dafür sein Recht zur Auswahl eines Spielers an das abgebende Franchise abtritt.

## Entwicklung
Der MLS SuperDraft wurde unter diesem Namen erstmals im Jahr 2000 durchgeführt. Zuvor hatte es zwei parallele Drafts gegeben: den MLS College Draft, bei dem Spieler der College-Mannschaften verpflichtet wurden und der dem heutigen SuperDraft prinzipiell nahe kommt, und den MLS Supplemental Draft, in dem auch erfahrene Spieler zwischen den Mannschaften ausgetauscht wurden. Der SuperDraft löste im Jahr 2000 die beiden Draft-Verfahren ab, wobei der MLS Supplemental Draft seit 2003 unregelmäßig und seit 2011 wieder jährlich stattfindet. Er dient dem Zuteilen von Nachwuchsspielern auf die Nachwuchsmannschaften der MLS-Franchises, die in Amateurligen organisiert sind, und hat auf die Mannschaften in der MLS keinen direkten Einfluss. Seit 2011 haben alle MLS-Teams eine Nachwuchsmannschaft in der MLS Reserve League. Die Mannschaften können in den nachfolgenden Saisons die so verpflichteten Spieler über die Homegrown Player Rule in den Profikader aufnehmen.
Der erste Spieler, der durch den MLS SuperDraft einen Profivertrag erhielt, war Steve Shak, der von den UCLA Bruins zu den MetroStars (mittlerweile New York Red Bulls) wechselte.